# Gummifetischismus

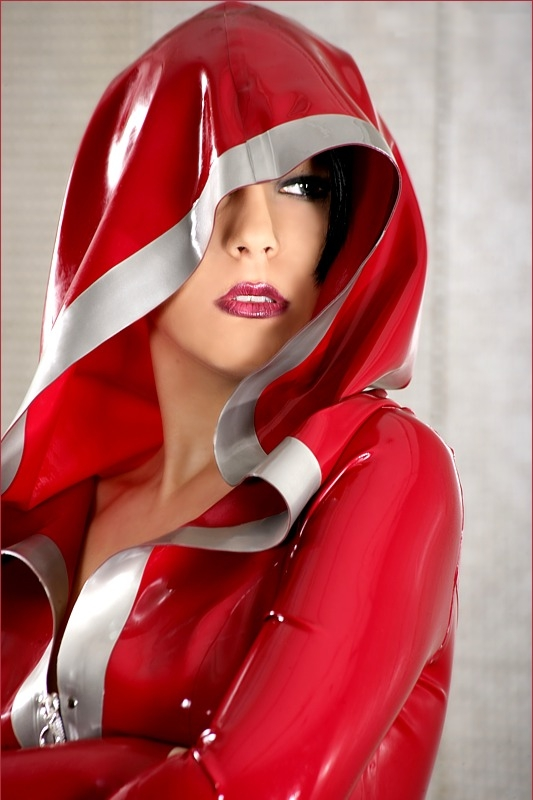
Frau in Latex

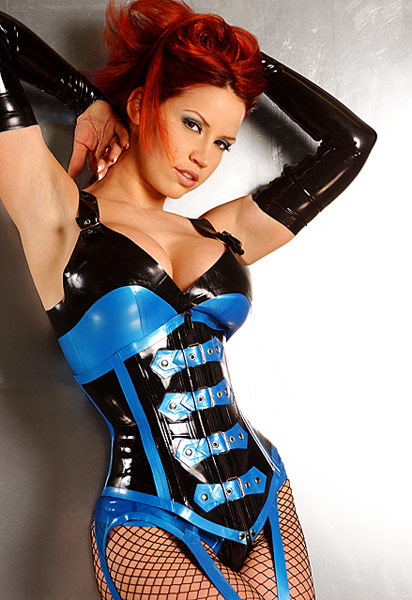
Bianca Beauchamp präsentiert sich in einem Latexkorsett.

Gummifetischismus ist eine Variante des sexuellen Fetischismus, bei der vor allem Latexkleidung und andere Gegenstände aus Gummi als Fetisch dienen. Rund um den Gummifetischismus hat sich ein Markt für Mode und Accessoires aus Gummi entwickelt (Modenschauen, Kataloge, Spezialgeschäfte, Magazine etc.). Das Material wird auf nackter Haut getragen; dabei entsteht ein Gefühl einer zweiten Haut und eines „Eingeschlossenseins“.

## Assoziationen
Das Tragen von Latexkleidung hat verschiedene Reize:
- haptische: Latexkleidung liegt eng an der Haut an und passt sich der Körperform an.
- visuelle: Durch enganliegendes Latex wird die Körperform betont. Bei poliertem Latex gibt es zusätzlich noch Lichtreflexe, die die Form betonen. Visuelle Reize treten besonders dann in Erscheinung, wenn Latexkleidung nicht selbst getragen wird, sondern von anderen (auch: Bilder, Videos).
- olfaktorische: Der Geruch von Gummikleidung.
- auditive: Die Geräusche beim An- und Ausziehen und Bewegen (Quietschen etc.) und auch das Geräusch von Reißverschlüssen.
- sexuelle: Das Tragen von Latexkleidungsstücken wird als sexuell anregend empfunden.

## Weitere Arten
Auch Gegenstände aus Gummi wie Gummitücher, Gummiballons, Reifenschläuche aus Gummi, Gasmasken, Gasmaskenhauben, Gummiwärmflaschen, Bettwäsche aus Latex und speziell angefertigte Latex-Artikel (zum Beispiel Butt-Plugs, Dildos, Gummiknebel) können das Fetischobjekt darstellen. Wie nahezu jeder Fetisch kann Gummifetischismus mit anderen Fetischen oder Sexualpraktiken kombiniert werden, beispielsweise mit einem Schuhfetisch, Bondage oder einem erotischen Rollenspiel.

## Heavy Rubber

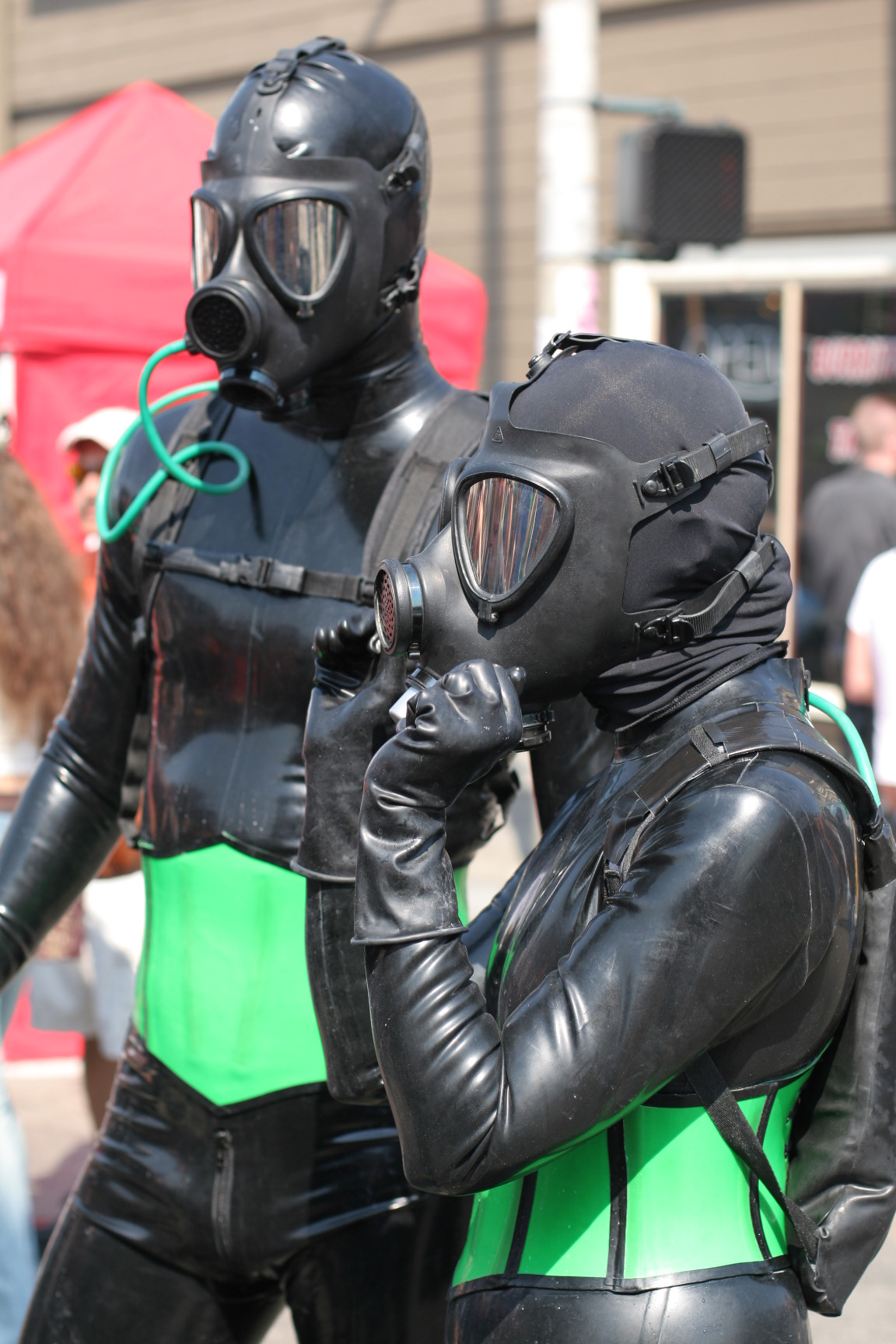
Zwei Personen in Vollgummianzug und Gasmasken

Eine Ausprägung des Gummifetischismus ist Heavy Rubber (Schweres Gummi). Hier wird der Körper komplett mit Latex bedeckt (Voll-, Total- oder Kompletteinschluss). Dies geschieht durch Tragen von Vollgummianzügen, Latexhandschuhen, Latexfüßlingen, Gummistiefeln usw. und das Verwenden von Gasmasken oder anderen speziell angefertigten schweren Gummimasken. An die Masken werden oft Atemschläuche und Trinkschläuche angeschlossen (Verschlauchung). Die Atemschläuche können mit Smellbags oder Atembeuteln verbunden werden. Es gibt inzwischen Spezialmasken, in die Videobrillen und Kopfhörer eingebaut sind; an diese können Videokameras und Kommunikationssysteme angeschlossen werden. Damit man die Ausrüstung über längere Zeit tragen kann, gibt es Zubehör, um Urin über Schläuche bequem abzuleiten und in speziellen Latexbeuteln aufzufangen. Auch das Tragen mehrerer Schichten übereinander ist beliebt. Grenzen entstehen durch eine zunehmende Unbeweglichkeit und das steigende Gesamtgewicht der Ausrüstung.
Bei sehr starker Ausprägung von Heavy Rubber läuft die Verbindung zur Außenwelt nur noch über Schläuche (Vollverschlauchung) und elektrische Kabel. Die Kabel verbinden mit einem angeschlossenen Kommunikationssystem oder mit der entsprechenden Hilfstechnik (z. B. eingeführte Dildos und Butt-Plugs mit Vibratoren; siehe auch Maschinensex). Vakuumbetten und Saunasäcke aus Latex werden ebenfalls gerne verwendet. Je nach Vorliebe ist insgesamt die Grenze zur freiwilligen sensorischen Deprivation fließend.
Als (lebende) Gummipuppe (Rubber Doll) wird jemand bezeichnet, der durch Totaleinschluss mit Latexkleidung und -masken nach außen wie eine Gummipuppe wirkt und auch so gesehen werden will.

## Sicherheit
Je nach Außentemperatur kann der Träger unter einer Latexkleidung mehr oder weniger stark schwitzen, was gefährlich werden kann, da das körpereigene Kühlsystem dann nicht mehr richtig funktioniert. Sehr gefährlich ist auch die Benutzung von Masken o. ä., wenn dadurch die Sauerstoffzufuhr nicht mehr gewährleistet ist. Je umfangreicher und schwerer die Ausrüstung wird, umso mehr Vorsicht ist insgesamt notwendig.

## In den Medien
In den letzten Jahrzehnten erschienen und erscheinen regelmäßige Publikationen zum Thema Gummifetischismus. Einige Fetischmagazine waren bzw. sind «O», Marquis, Skin Two und Heavy Rubber. Der Hersteller Rubbers Finest produziert in einem eigenen Kanal Videos zum Thema.
Zahlreiche Models aus der Erotikbranche treten zusätzlich als Fetischmodels auf.